# SK-100
SK-100 fue un cohete soviético pesado proyectado por Yangel a principios de los años 1960 y cancelado en 1962 a favor del R-56.
Se trataba de un lanzador que usaría seis cohetes R-16 agrupados como primera etapa alrededor de un séptimo R-16 que se usaría como segunda etapa, más una tercera etapa que se derivaría de la segunda etapa del R-16, con lo que se podría poner en órbita terrestre hasta 100 toneladas de carga. El conjunto tendría una masa de unas 2000 toneladas.
Un problema del diseño del cohete es que cada uno de los cohetes individuales tenía un motor con cuatro cámaras de combustión, con lo que en el despegue habría 24 cámaras en ignición, y el fallo de una sola podría ser catastrófico. Además el agrupamiento de cohetes presentaba una interacción dinámica compleja y problemas de resonancia. Otro problema era la novedad técnica de la ignición de la segunda etapa en gravedad cero.
El estudio sobre el cohete llegó al punto de hacerse pruebas con modelos a escala y al análisis de la interacción estructural entre elementos estructurales y las canalizaciones de alimentación de propelente. Finalmente, Yangel comenzó un diseño mucho más simple, el R-56, y se abandonó el trabajo sobre el SK-100.

## Especificaciones
- Carga útil: 100.000 kg (órbita de 200 km, 52 grados de inclinación orbital).
- Masa total: 2.000.000 kg
- Diámetro: 30 m
- Longitud total: 55 m